# Ветерник (планина)
Ветерник е планина в Косово с височина от 2410 м на едноименния най-висок връх Ветерник.
Намира се до масива на Копривник, различавайки се в известна степен от останалата част на Проклетия със своя варовик, за разлика от алпийски вид като цяло на Проклетия. Склоновете на Ветерник са стръмни и изложени на силен вятър, откъдето и етимологията.
|  | Тази страница частично или изцяло представлява превод на страницата Veternik Mountain в Уикипедия на английски. Оригиналният текст, както и този превод, са защитени от Лиценза „Криейтив Комънс – Признание – Споделяне на споделеното“, а за съдържание, създадено преди юни 2009 година – от Лиценза за свободна документация на ГНУ. Прегледайте историята на редакциите на оригиналната страница, както и на преводната страница, за да видите списъка на съавторите. ВАЖНО: Този шаблон се отнася единствено до авторските права върху съдържанието на статията. Добавянето му не отменя изискването да се посочват конкретни източници на твърденията, които да бъдат благонадеждни. |